# Rue Hittorf

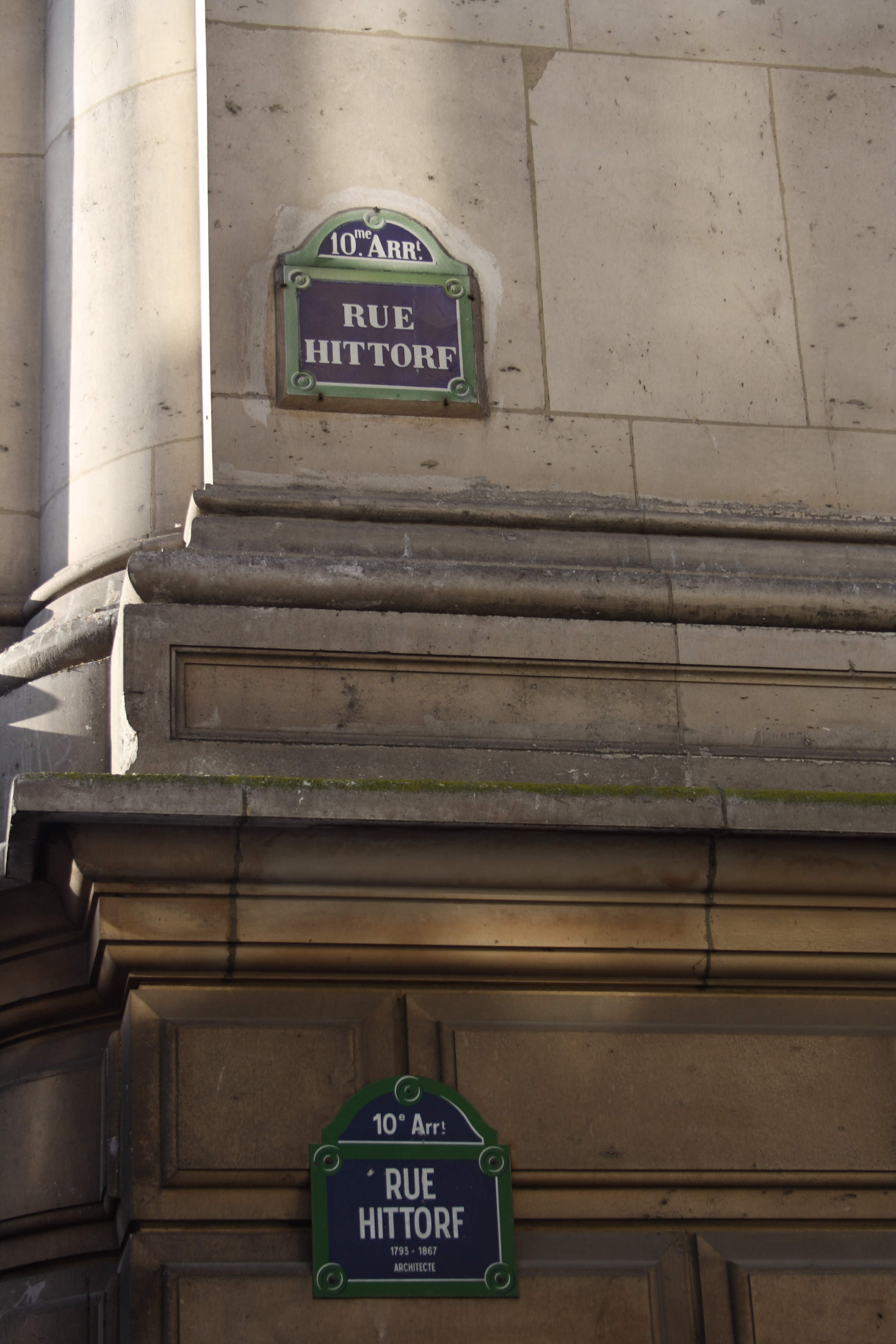
Straßenschilder Rue Hittorf an der Mairie des 10. Arrondissements

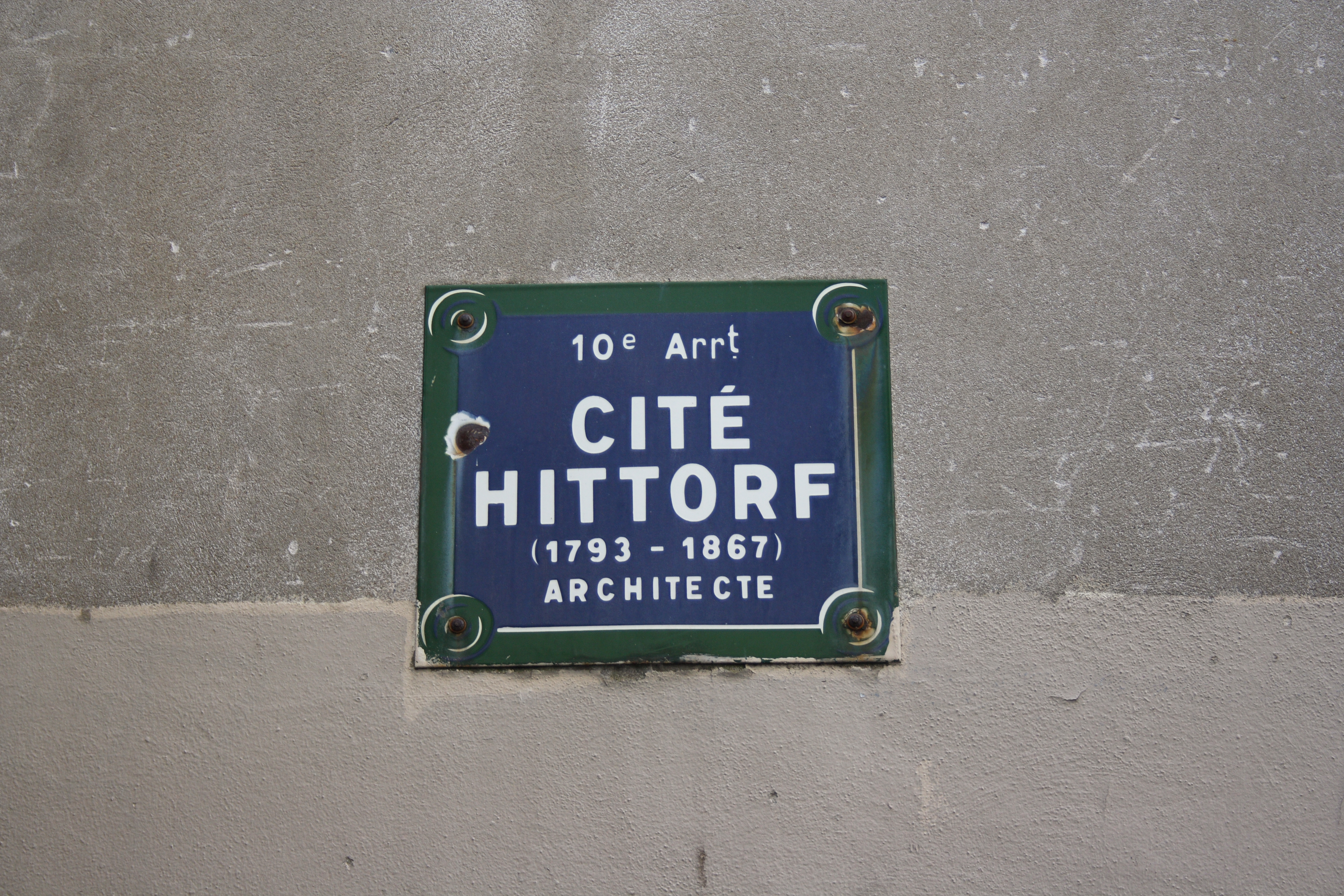
Straßenschild Cité Hittorf

Die Rue Hittorf ist eine kleine Straße im Quartier Porte Saint-Martin des 10. Arrondissements in Paris.

## Geschichte
Der Bau der nur 66 m langen und 10 m breiten Straße begann am 31. Oktober 1890. Nach ihrer Fertigstellung wurde sie am 26. Dezember 1893 nach dem in Köln geborenen und seit 1810 in Paris arbeitenden Architekten Jakob Ignaz Hittorff (1792–1867) benannt, der die im gleichen Arrondissement gelegene Kirche Saint-Vincent-de-Paul und den Bahnhof Gare du Nord erbaute.
Rue Hittorf wird fehlerhafterweise nur mit einem auslautenden „f“ geschrieben – wie es beim Namen dieses berühmten Architekten in der französischen Fachliteratur häufig vorkam.
Um diese kleine Straße nach dem im 19. Jahrhundert für Paris wichtigen Architekten zu benennen, verkürzte man die Cité de Magenta und gab gleichzeitig dem schmaleren Teil der Straße die Bezeichnung Cité Hittorf. Diese bildet die Verlängerung der rue Hittorf und ist eine 46 m lange Privatstraße, die bereits am 22. Januar 1868 dem Verkehr übergeben worden war.

## Verlauf
Die rue Hittorf beginnt auf der Höhe der Nr. 6 rue Pierre Bullet und endet an der Nr. 80 rue du Faubourg Saint-Martin. Sie mündet an der Ecke zur rue Pierre Bullet in die Cité Hittorf. Die rue Hittorf kreuzt in ihrem kurzen Verlauf keine andere Straße.
Die Straße mit einer Breite von 10 Metern und einer Länge von 66 Metern wird auf der linken Seite vom Rathaus des 10. Arrondissements und auf der rechten Seite von Wohngebäuden, teilweise 2011 fertiggestellten Häusern des sozialen Wohnungsbaus, begrenzt. Sie befindet sich direkt an der Nordseite der Mairie des 10. Arrondissements.
Die nächsten Metrostationen sind Château d’Eau und Jacques Bonsergent der Linien 4 und 5.